# Diarthron
Diarthron é um género botânico pertencente à família Thymelaeaceae.